# Luggude domsaga
Luggude domsaga  var mellan 1851 och 1970 en domsaga i Malmöhus län som ingick i domkretsen för Hovrätten över Skåne och Blekinge.
Domsagan bildades som en utbrytning ur Onsjö, Luggude och Rönnebergs domsaga och omfattade Luggude härad och uppgick 1971 i Helsingborgs tingsrätt och dess domkrets.

## Tingslag
- Luggude tingslag

## Häradshövdingar
- 1851–1868 Henrik Gerhard Lagerstråle
- 1868–1888 Johan Christer Emil Richert
- 1888–1889 Ernst Axel Westman
- 1889–1891 Paul Gustaf Waldemar Isberg
- 1892–1900 Johan Gustaf Samuel Horney
- 1900–1918 Abbe Johan Emil Sjöstrand
- 1918–1921 Axel Reinhold Östergren
- 1921–1945 Johan Hansson
- 1945–1967 Sven Axel Rönnquist
- 1967–1970 Allan Enoch Persson